# ミーニン (小惑星)
ミーニン (8134 Minin) は小惑星帯に位置する小惑星である。ロシア（当時はソ連）のクリミア天体物理天文台で女性天文学者リュドミーラ・ジュラヴリョーワが発見した。
ポーランドのロシア侵入に立ち向かい国民的英雄となった、ニジニ・ノヴゴロドの商人クジマ・ミーニンから命名された。